# Aeroporto de Gdańsk-Lech Wałęsa
O Aeroporto de Gdańsk-Lech Wałęsa (em uzbeque: Port Lotniczy Gdańsk im. Lecha Wałęsy) (IATA: GDN, ICAO: EPGD) é um aeroporto internacional da cidade de Gdańsk, na Polónia.